# Břehyně

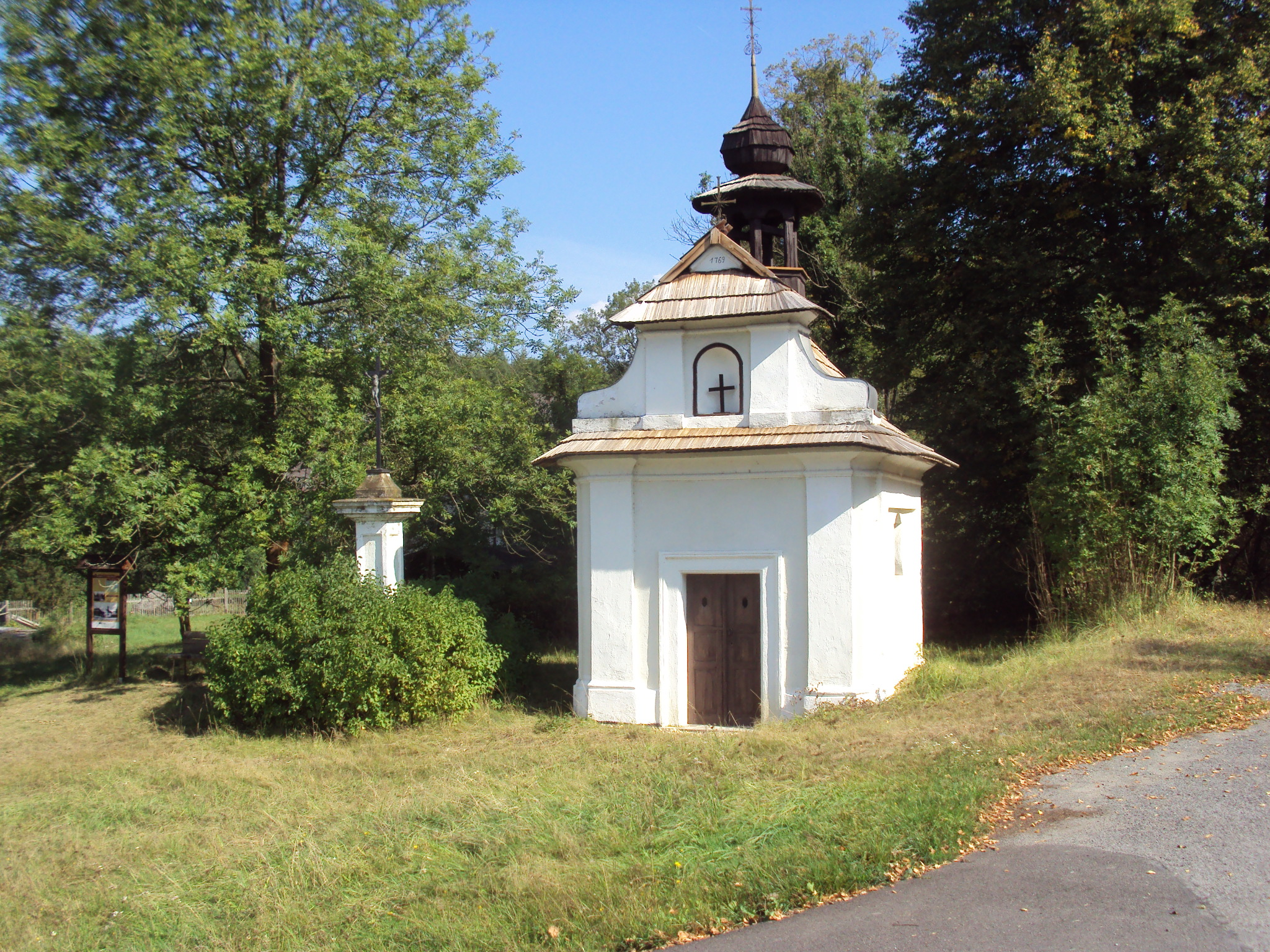
Kapelle des hl. Laurentius

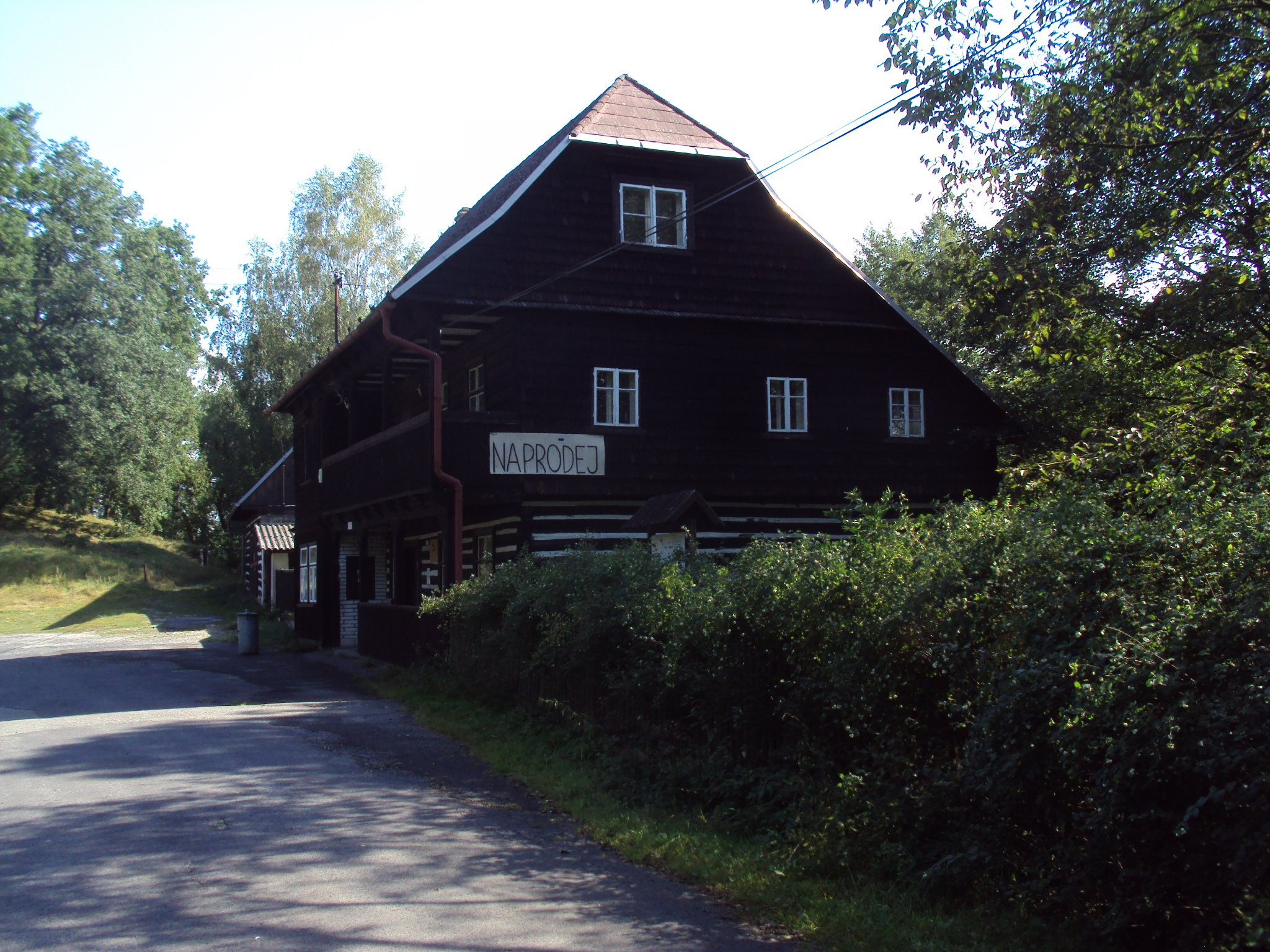
Haus in Volksbauweise

Břehyně (deutsch Heidemühl) ist ein Ortsteil der Stadt Doksy in Tschechien. Er liegt drei Kilometer nordöstlich des Stadtzentrums von Doksy und gehört zum Okres Česká Lípa.

## Geographie
Břehyně befindet sich im Tal des Baches Břehyňský potok am Rande des Nationalen Naturreservats NPR Břehyně-Pecopala im Kummergebirge. Das Dorf liegt am südwestlichen Ufer des Teiches Břehyňský rybník an dessen Damm. Nordöstlich erheben sich der Mlýnský vrch (Mühlberg, 389 m), der Bílý kámen (Weißenstein, 317 m) und die Dubová hora (Eichberg, 321 m), im Osten der Zlatý vrch (Goldberg, 324 m), südöstlich die Bösige, im Süden die Slatinné vrchy (Schlattenberg, 429 m) und der Králův kámen (Galgenberg, 314 m), südwestlich der Bílý kámen (Weißer Stein, 308 m), im Westen der Klůček (Klutschken, 304 m) sowie nordwestlich der Borný (Bornay, 447 m), der Havířský vrch (Schachtenberg, 341 m) und der Malý Borný (Kleiner Bornay, 372 m). Gegen Nordwesten liegt der Máchovo jezero. Durch Břehyně führt die Straße II/270 zwischen Doksy und Mimoň.
Nachbarorte sind Hradčany im Norden, Skelná Huť und die Wüstung Strážov im Nordosten, Kuřívody im Osten, Bezděz im Südosten, Okna und Obora im Süden, Poslův Mlýn und Doksy im Südwesten, Bílý Kámen und Staré Splavy im Westen sowie Borný und Provodín im Nordwesten.

## Geschichte
Den Überlieferungen nach soll das Dorf Břehyně um 1367 im Zuge der Anlegung des Heideteiches durch Karl IV. gegründet worden sein. Die erste schriftliche Erwähnung des Ortes erfolgte 1460 in einem Privileg Georg von Podiebrads für die Stadt Hirschberg, in dem er der Stadt die Rechte an der Wassermühle an der Rohlevka überließ. In der nachfolgenden Zeit erlosch das Dorf, seit 1553 wurde die Mühle als Einöde bezeichnet. Im 18. Jahrhundert erfolgte eine Wiederbesiedlung der wüsten Dorfstelle, die neue Siedlung erhielt den Namen Hayde Mühle. Der Müller Franz Wünsche betrieb seit 1740 mit Erfolg ein Sägewerk und lieferte in den 1780er Jahren auch Holz für den Bau der Festung Theresienstadt. 1799 ließ er die Mühle um eine Garn- und Tuchbleiche und 1803 noch um eine Türkischrotfärberei erweitern. Die abseitige Lage von Heidemühl und die fehlende Straßenanbindung waren dem Unternehmen nachteilig, so dass Wünsche in Hirschberg eine weitere Fabrik eröffnete. Im Zuge der Erweiterung der Zitz- und Kattun-Druckfabrik in Hirschberg, die 1813 das k.k. Landesprivileg erhielt, wurde die Fabrik in Heidemühl zur Abteilung der Hirschberger Fabrik.
Als Ernst von Waldstein-Wartenberg 1797 väterlichen Herrschaften erbte, ließ er den Großen Tiergarten, der die Herrschaften Hirschberg, Weißwasser und Münchengrätz fast gänzlich umschloss, aufheben. Wegen der durch den großen Hochwildbestand verursachten Schäden ließ Ernst von Waldstein-Wartenberg in den Jahren 1825 und 1826 die zur Herrschaft Hirschberg gehörigen Wälder des Haider, Kummerer und Thamer Reviers wieder als Tiergarten bewirtschaften.
1832 erbte Christian von Waldstein-Wartenberg die Herrschaften.
Im Jahre 1832 bestand Heidemühl bzw. Haidemühl aus insgesamt zehn Häusern mit 42 deutschsprachigen Einwohnern. Im Ort gab es eine Kapelle. In der Heidemühler Abteilung der Fabrik von Franz Wünsche arbeiteten 200 Personen. Der Hirschberger Anteil umfasste vier Häuser mit 19 Einwohnern, nämlich die drei Fabrikgebäude der Firma Franz Wünsche sowie die Mühle mit Brettsäge. Die übrigen sechs Häuser des Dorfes einschließlich des Heideteiches waren Teil der Allodialherrschaft Weiß- und Hühnerwasser. Pfarrort war Hirschberg. Die Heidemühler Fabrik der Firma Franz Wünsche wurde 1840 stillgelegt und die Mühle an die Grafen Waldstein-Wartenberg verkauft. Bis zur Mitte des 19. Jahrhunderts gehörte das Dorf anteilig zu den Allodialherrschaft Hirschberg bzw. Weiß- und Hühnerwasser.
Nach der Aufhebung der Patrimonialherrschaften bildete Heidemühl ab 1850 einen Ortsteil der Stadt Hirschberg im Bunzlauer Kreis und Gerichtsbezirk Dauba. Ab 1868 gehörte das Dorf zum Bezirk Dauba. Zum Ende des 19. Jahrhunderts entwickelte sich das auf zwölf Häuser angewachsene Dorf zum Ausflugsort. Einziger Betrieb war das den Grafen Waldstein-Wartenberg gehörige Dampfsägewerk. Ab 1909 erfolgte der Bau der Straße von Hirschberg nach Niemes. Der tschechische Ortsnamen Břehyně wurde seit 1924 verwendet. Im Jahre 1930 war Adolf Waldstein Besitzer der mit einer Francisturbine ausstatteten Wassermühle und Brettsäge. Nach dem Münchner Abkommen erfolgte 1938 die Angliederung an das Deutsche Reich; bis 1945 gehörte Heidemühl zum Landkreis Dauba. Nach dem Ende des Zweiten Weltkrieges kam Břehyně zur Tschechoslowakei zurück. In den Jahren 1946 und 1947 wurden die meisten deutschböhmischen Bewohner vertrieben. Ab 1948 gehörte das Dorf zum Okres Doksy, nach dessen Aufhebung im Jahre 1961 kam es zum Okres Česká Lípa. Das gezimmerte Gebäude der Wassermühle, das neben der Kapelle stand, wurde in der zweiten Hälfte des 20. Jahrhunderts abgebrochen.
Im Jahre 1991 hatte Břehyně 26 Einwohner. Im Jahre 2001 bestand das Dorf aus 10 Wohnhäusern, in denen 27 Menschen lebten. Insgesamt besteht der Ort aus elf Häusern.

## Ortsgliederung
Der Ortsteil Břehyně gehört zum Katastralbezirk Doksy u Máchova jezera.

## Sehenswürdigkeiten
- Barocke Kapelle des hl. Laurentius, erbaut 1779
- Břehyňský rybník (Heideteich) mit Břehyňská průrva (Heidemühler Schlucken)
- Sandsteinfelsgebiet des Kummergebirges
- einige gezimmerte Häuser